# Tabanus opalescens
Tabanus opalescens är en tvåvingeart som beskrevs av Schuurmans Stekhoven 1926. Tabanus opalescens ingår i släktet Tabanus och familjen bromsar. Inga underarter finns listade i Catalogue of Life.